# 安藤正一
安藤 正一（あんどう しょういち、1912年8月20日 - 1995年3月22日 ）は日本の歯科医師、歯学者。
東京出身。1930年、旧制日本大学中学校（現・日本大学第一高等学校）卒業、1934年日本大学専門部歯科卒業。1964年、日本大学歯学部歯科放射線学講座第3代教授。1973年から1977年まで日本大学歯学部付属歯科病院長。
日本歯科放射線学会会長、総務理事、日本歯科医学会副会長などを歴任した。
1995年3月22日、心筋梗塞のため死去。

## 著作
- 安藤正一『臨床歯科エックス線診断』医歯薬出版、1953年6月。
- 安藤正一『臨床歯科エックス線診断』（改訂新版）医歯薬出版、1957年9月。 NCID BN15302508。
- 安藤正一『歯膜炎のX線診断』医歯薬出版、1958年2月。 NCID BN15302508。
- 安藤正一『臨床歯科エックス線診断』（増訂4版）医歯薬出版、1959年7月。 NCID BA84499239。
- 安藤正一『歯科X線診断学』医歯薬出版、1962年9月。 NCID BN10643501。
- 安藤正一『歯科X線診断学』（第1回改訂）医歯薬出版、1964年。 NCID BA50406554。
- 安藤正一『歯科X線診断学』（第2回改訂）医歯薬出版、1966年9月。 NCID BA29943473。
- 安藤正一『歯科X線診断学』（第3回改訂）医歯薬出版、1970年3月。 NCID BN12447606。
- 安藤正一『歯膜炎のX線診断』（第2版）医歯薬出版、1970年。 NCID BN04395278。
- 安藤正一『口腔X線診断学』（改訂新版）医歯薬出版、1972年9月。 NCID BN0475614X。NCID BN0875272X。
- 飯久保正雄、鈴木滋『歯科臨床サブノート』監修 安藤正一、日本大学歯学部放射線学教室、1974年9月。 NCID BA79932220。
- 安藤正一、相沢恒『オルソパントモ撮影法 : 原理,技術とその診断寄与』医歯薬出版、1975年10月。 NCID BN04364875。
- 安藤正一、篠田宏司『口腔領域のX線撮影』医歯薬出版、1976年1月。
- 安藤正一『歯・顎顔面域のX線診断アトラス』医歯薬出版、1981年11月。 NCID BN04756445。NCID BN0431463X。
- 飯久保正雄、須藤清寛『新訂・歯科臨床サブノート』監修 安藤正一、口腔保健協会、1982年5月。ISBN 4896050185。 NCID BN05414786。
- 安藤正一『新口腔X線診断学』（第3版）医歯薬出版、1983年。 NCID BN04372421。

## 所属団体
- 日本歯科医学会 元副会長[6]
  - 日本歯科放射線学会 設立委員[4]、元会長[5]、元総務理事[5]、名誉会員[5]